# Sleidinge
Sleidinge est une section de la commune belge d'Evergem située en Région flamande dans la province de Flandre-Orientale. C'était une commune à part entière avant la fusion des communes de 1977.

## Toponymie
Le nom de la localité vient du celtique Sclydinga qui signifie « sol glissant ».

## Démographie

### Évolution démographique
- Sources : INS, Rem. : 1831 jusqu'en 1970 = recensements, 1976 = nombre d'habitants au 31 décembre[2].

## Monuments
L'église Saint-Georges (Sint-Joriskerk en néerlandais), datant des environs de 1639, et la fontaine, érigée vers 1863, sur la place du village.

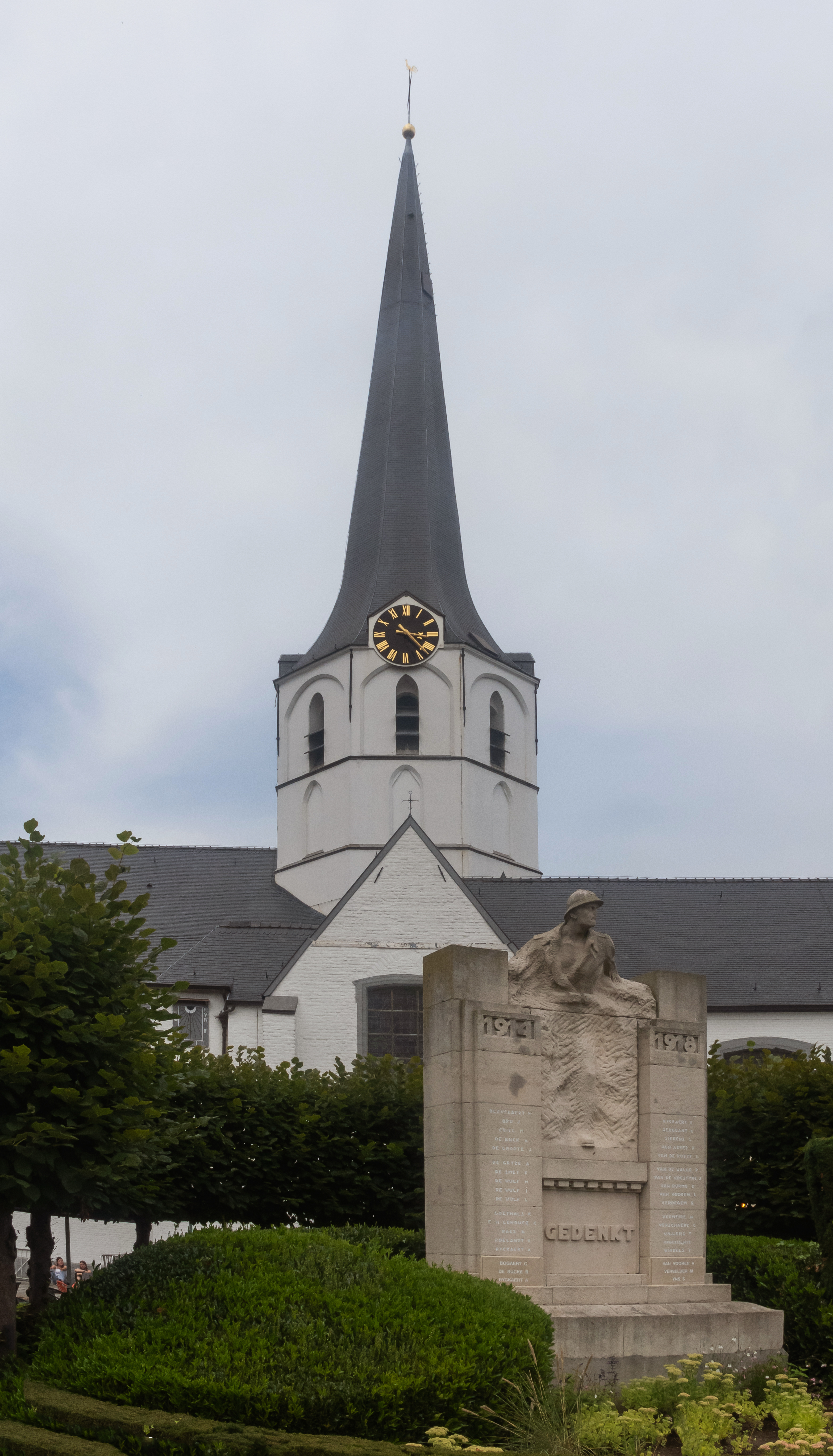
L'Église Saint-Georges

## Personnalités nées à Sleidinge
- Wilfried Martens, ancien Premier-ministre belge né en 1936
- Paul Robbrecht, architecte né en 1950